# Kaspar Stang
Kaspar Stang, auch Caspar Stang, (* 5. Oktober 1871 in Niederaula; † 11. Juni 1937 in Arnstadt) war ein deutscher Kürschnermeister und Politiker (USPD, SPD).

## Leben
Stang war der Sohn des Mützenmachers Caspar Stang und dessen Ehefrau Elisabeth geborene Eigendrodt. Er war evangelisch-lutherischer Konfession und heiratete am 20/21. Februar 1897 in Arnstadt die Handschuhmacherin Frieda Marie Alma Henning (* 8. September 1874 in Arnstadt; † 11. August 1954 ebenda), die Tochter des Comptoristen Karl August Hermann Henning.
Stang besuchte die Volksschule und machte dann eine Kürschnerlehre. Nach der Wanderschaft ließ er sich in Arnstadt nieder und war dort von 1919 bis 1923 Kürschnermeister. 
In der Novemberrevolution war er für die USPD einer der Vorsitzenden des Arbeiter- und Soldatenrats in Arnstadt. 1922 kehrte er zur SPD zurück. Er gehörte dem Stadtrat von Arnstadt an und war (1932) dessen Vorsitzender. 
Vom 24. Februar 1919 bis zu 31. März 1923 gehörte er dem Landtag des Freistaates Schwarzburg-Sondershausen und später der Gebietsvertretung Schwarzburg-Sondershausen an. Seit dem 1. April 1919 war er Präsident des Landtags bzw. der Gebietsvertretung. Er war stellvertretendes Mitglied im Volksrat von Thüringen. Von 1921 bis 1924 war er Kreisdirektor im Landkreis Arnstadt.